# Davide Giazzon
Pour les articles homonymes, voir Botes.
Pas d'image ? Cliquez ici

a Compétitions nationales et continentales officielles uniquement.

b Matchs officiels uniquement.
Dernière mise à jour le 23 juillet 2018.
Davide Giazzon, né le 16 janvier 1986 à Mestre est un joueur italien de rugby à XV. Il évolue au poste de talonneur.

## Carrière

### En équipe nationale
Il a connu sa première sélection internationale en 2012, en tant que remplaçant contre l'Argentine.

## Statistiques

### En équipe nationale
Au 23 juillet 2018, Davide Giazzon  compte 29 sélections depuis sa première sélection le 9 juin 2012 contre l'Argentine.
Il compte cinq sélections en 2012, dix en 2013, cinq en 2014, quatre en 2015 et cinq en 2016.
Davide Giazzon participe à trois éditions du Tournoi des Six Nations en 2013, 2014 et 2016.
Davide Giazzon participe à une édition de la coupe du monde. En 2015, il joue lors de trois rencontres, face au Canada, l'Irlande et la Roumanie.